# Lithophane puella
Lithophane puella là một loài bướm đêm trong họ Noctuidae.